# Cantone di Sainte-Suzanne (Mayenne)
Il Cantone di Sainte-Suzanne era una divisione amministrativa dell'arrondissement di Laval.
È stato soppresso a seguito della riforma complessiva dei cantoni del 2014, che è entrata in vigore con le elezioni dipartimentali del 2015.
Comprendeva i comuni di:
- Blandouet
- Chammes
- Sainte-Suzanne
- Saint-Jean-sur-Erve
- Saint-Léger
- Saint-Pierre-sur-Erve
- Thorigné-en-Charnie
- Torcé-Viviers-en-Charnie
- Vaiges